# Jazeneuil

Jazeneuil este o comună în departamentul Vienne, Franța. În 2009 avea o populație de 812 de locuitori.